# Taake
Taake är ett norskt black metal-band från Bergen grundat av Ørjan "Ulvhedin Hoest" Stedjeberg 1993 med namnet Thule. Hoest gör musiken, skriver texterna och är sångare i bandet. Alla Taakes låttexter är på norska och sjungs på Bergendialekt. Hoest är/var också sångare i andra band såsom Ragnarok och Deathcult. Debutalbumet Nattestid ser porten vid... gavs ut 1999 av Wounded Love Records.

## Medlemmar
Nuvarande medlemmar
- Hoest (Ørjan Stedjeberg) – sång, alla instrument (1995– )

Tidigare medlemmar
- Haavard – basgitarr
- Bjarte (Bjarte Bøe Alræk) – trummor
- Stieg – gitarr
- Svartulv (Thomas Wiers) – trummor (1995–1996), sång (2004, 2005)
- Deathanie (Stéphanie Karen Carol Allouche) – basgitarr, gitarr, piano (2000–2003; död 2015)
- Lava (Radomir Michael Nemec) – basgitarr, gitarr, sång (2002–2007)
- Mord (Tormod Haraldson) – trummor (2002–2006)
- C. Corax (Jan Martin Antonsen) – gitarr (2002–2004)
- Dommedag (Dag Anderson) – gitarr (2007)

Livemedlemmar (nuvarande)
- Gjermund Fredheim – basgitarr, trummor, sång (1996–2002), gitarr (2007– )
- V'gandr (Ørjan Nordvik) – basgitarr (2007– )
- Aindiachai (Adam Michael Philip) – gitarr (2007– )
- Eld (Frode Kilvik) – basgitarr (2015– )
- Rune Nesse – trummor (2019– )

Livemedlemmar (tidigare)
- Sindre (Sindre Hillesdal) – basgitarr
- Ivar Bjørnson (Ivar Skontorp Peersen) – keyboard, synthesizer, gitarr
- Drakhian (Pierre) – gitarr (2001)
- Thurzur (Jan Atle Lægreid) – trummor (2007–2014)
- Skagg (Stian Lægreid) – gitarr (2007–2009)
- Skrubb – gitarr (2008–2009)
- Jontho (John Thomas Bratland) – sång (2017)
- Brodd (Christopher Swahn Zibell aka Tulkas) – trummor (2014–?)

Bidragande musiker (studio)
- H.V. – gitarr, basgitarr (1996)
- Frostein S. Arctander (Hans Helander aka Tundra) – trummor, basgitarr, sång (1999)
- Mutt (Terje Martinussen) – trummor (2002)
- Discomforter (Børge Boge) – sång (2005)
- Taipan (Christer Jensen) – sång (2005)
- Nattefrost (Roger Rasmussen) – sång (2005)
- J. Nordavind (Johnny Krøvel) – sång (2005)
- Stoever – sång (2005)
- Steigen – sång (2005)
- Utflod – piano (2005)
- V'gandr (Ørjan Nordvik) – basgitarr, bakgrundssång (2008, 2011)
- Thurzur (Jan Atle Lægreid) – trummor (2011)
- Aindiachaí (Adam Michael Philip Xavier Dunlea) – gitarr (2011, 2014)
- Gjermund Fredheim – gitarr, banjo, mandolin (2011, 2014)
- Nocturno Culto (Ted Arvid Skjellum) – sång (2011)
- Attila Csihar – sång (2011)
- Lava (Radomir Michael Nemec) – sologitarr (2011)
- Demonaz Doom Occulta (Harald Nævdal) – sång (2011)
- Ivar Bjørnson (Ivar Skontorp Peersen) – gitarr (2011)
- Bjørnar Nilsen – mellotron, sång (2011, 2014)
- Skagg (Stian Lægreid) – sång (2011)
- Vrangsinn (Daniel Vrangsinn Salte) – sång (2014)

Medlemmar i Thule (1993–1995)
- Svartulv – trummor, sång (1993–1995)
- Ulvhedin Hoest (Ørjan Stedjeberg) – sång, gitarr, basgitarr (1993–1995)

## Diskografi
Demo
- Manndaudsvinter (1995)

Studioalbum
- Nattestid ser porten vid... (1999)
- Over Bjoergvin graater himmerik (2002)
- Hordalands doedskvad (2005)
- Taake (2008)
- Noregs vaapen (2011)
- Stridens hus (2014)
- Kong vinter (2017)

EP
- Koldbrann i Jesu marg (1996)
- Lagonector (2006)
- Nekro (2007)
- Svartekunst (2007)
- Kveld (2011)
- Kulde (2014)
- Baktanker (2017)

Samlingsalbum
- The Box (2004) (3x12" vinyl box)
- Helnorsk svartmetall (2004)
- Gravkamre, kroner og troner (2013)
- 7 fjell (2018) (7 x 12" vinyl box)

Annat
- Nordens doedsengel / Sadistik Attack (2004) (delat album: Taake / Amok)
- Dra til Helvete / Restart the Night (2006) (delad EP: Taake / Gigantomachy)
- A Norwegian Hail to VON (2006) (2x7" vinyl med Taake / Urgehal / Amok / Norwegian Evil)
- Men of Eight / Lagnonector (2006) (delad EP: Vidsyn / Taake)
- Swine of Hades (2011) (delat album: Sigh / Taake / The Meads of Asphodel / Thus Defiled / Evo / Algy)
- Pakt (2020) (delad EP: Taake / Whoredom Rife)